# 愛知県の廃止市町村一覧
愛知県の廃止市町村一覧（あいちけんのはいししちょうそんいちらん）は、愛知県における市制・町村制施行（1889年10月1日）後に、市町村合併や他自治体への統合等により廃止された市町村の一覧である。単なる名称の変更は対象としない。
- 町村が「町制」・「市制」を施行し町・市となるケース
  - 「市町村」以外の表記名を変更しなかった自治体は一覧に含まれない。
  - 町制・市制を施行した際に名称を変更した場合も一覧に含まれない。
- 市町村が名称変更した場合は一覧に含まれない。（例：挙母市 → 豊田市）
- 所属郡が変更になった場合は一覧に含まれない。（例：稲武町、北設楽郡 → 東加茂郡）
- 市町村合併で廃止した市町村のケース
  - 編入合併した場合の、存続市町村は廃止に当たらないので一覧に含まれない。
  - 編入合併した場合の、廃止した市町村は一覧に含まれる。
  - 新設合併した場合の、廃止した市町村は一覧に含まれる。
  - 新設合併した場合の、名称が残った市町村も一覧に含まれる。（例：旧・新城市 → 新・新城市）
- 政令市の廃止区は一覧に含まれない。（例：栄区を廃止し、中区に合区）
- 分割や分立をしたケース
  - 分割で廃止した市町村は一覧に含まれる。
  - 分立で存続した市町村は一覧に含まれない。

## 1899年以前
- 海東郡安松村 （1890年10月1日）海東郡宝村新設のため
- 海東郡遠島村 （1890年10月1日）海東郡宝村新設のため
- 海東郡沖ノ島村 （1890年10月1日）海東郡宝村新設のため
- 海東郡秋竹村 （1890年10月1日）海東郡井和村新設のため
- 海東郡桂村 （1890年10月1日）海東郡井和村新設のため
- 海東郡川部村 （1890年10月1日）海東郡井和村新設のため
- 海東郡下田村 （1890年10月1日）海東郡井和村新設のため
- 海東郡（旧）伊福村 （1890年10月1日）海東郡伊福村新設のため
- 海東郡鷹居村 （1890年10月1日）海東郡伊福村新設のため
- 海東郡徳実村 （1890年10月1日）海東郡伊福村新設のため
- 海東郡鯰橋村 （1890年10月1日）海東郡伊福村新設のため
- 海東郡下ノ森村 （1890年10月1日）海東郡伊福村新設のため
- 北設楽郡津具村 （1890年10月23日）北設楽郡上津具村・下津具村に分割のため
- 碧海郡下重原村 （1891年8月14日）碧海郡重原村・半高村に分割のため
- 渥美郡植野村 （1891年11月10日）渥美郡野依村・植田村に分割のため
- 碧海郡阿乎美村 （1891年11月10日）碧海郡合歓木村・青野村に分割のため
- 知多郡石浜村 （1891年4月30日）知多郡生浜村新設のため
- 知多郡生路村 （1891年4月30日）知多郡生浜村新設のため
- 知多郡生浜村 （1892年5月31日）知多郡石浜村・生路村に分割のため
- 知多郡桶狭間村 （1892年9月13日）知多郡共和村に編入のため
- 八名郡美米村 （1892年12月23日）八名郡三輪村・多米村に分割のため
- 渥美郡（旧）豊橋町 （1895年月日）渥美郡豊橋町新設のため
- 渥美郡豊橋村 （1895年月日）渥美郡豊橋町新設のため
- 葉栗郡小草鹿村 （1895年9月30日）葉栗郡草井村・小鹿村に分割のため
- 愛知郡那古野村 （1898年8月22日）名古屋市に編入のため
- 愛知郡古沢村 （1898年8月22日）愛知郡熱田町・名古屋市に編入のため

## 1900年 - 1909年
- 西春日井郡西堀江村 （1900年9月28日）西春日井郡桃栄町新設のため
- 西春日井郡須ヶ口村 （1900年9月28日）西春日井郡桃栄町新設のため
- 中島郡北島村 （1901年5月15日）中島郡島田村新設のため
- 中島郡玉田村 （1901年5月15日）中島郡島田村新設のため
- 中島郡大塚村 （1902年4月25日）中島郡大江村新設のため
- 中島郡五郷村 （1902年4月25日）中島郡大江村新設のため
- 中島郡梅代村 （1902年4月25日）分割し、中島郡大江村新設・中島郡豊田村に編入のため
- 中島郡光堂村 （1902年10月12日）中島郡光郷村新設のため
- 中島郡四郷村 （1902年10月12日）中島郡光郷村新設のため
- 西春日井郡（旧）新川町 （1906年4月1日）西春日井郡新川町新設のため
- 西春日井郡桃栄町 （1906年4月1日）西春日井郡新川町新設のため
- 西春日井郡寺野村 （1906年4月1日）西春日井郡新川町新設のため
- 西春日井郡阿原村 （1906年4月1日）西春日井郡新川町新設のため
- 西加茂郡高岡村 （1906年4月1日）西加茂郡藤岡村新設のため
- 西加茂郡藤河村 （1906年4月1日）西加茂郡藤岡村新設のため
- 知多郡日長村 （1906年4月10日）知多郡旭村新設のため
- 知多郡金沢村 （1906年4月10日）知多郡旭村新設のため
- 知多郡（旧）八幡村 （1906年4月13日）知多郡八幡村新設のため
- 知多郡新知村 （1906年4月13日）知多郡八幡村新設のため
- 知多郡佐布里村 （1906年4月13日）知多郡八幡村新設のため
- 宝飯郡（旧）蒲郡町 （1906年4月30日）宝飯郡蒲郡町新設のため
- 宝飯郡豊岡村 （1906年4月30日）宝飯郡蒲郡町新設のため
- 宝飯郡静里村 （1906年4月30日）宝飯郡蒲郡町新設のため
- 宝飯郡神ノ郷村 （1906年4月30日）宝飯郡蒲郡町新設のため
- 丹羽郡（旧）古知野町 （1906年5月1日）丹羽郡古知野町新設のため
- 丹羽郡東野村 （1906年5月1日）丹羽郡古知野町新設のため
- 丹羽郡和勝村 （1906年5月1日）丹羽郡古知野町新設のため
- 丹羽郡旭村 （1906年5月1日）丹羽郡古知野町新設のため
- 丹羽郡両高屋村 （1906年5月1日）丹羽郡古知野町新設のため
- 丹羽郡秋津村 （1906年5月1日）分割し、丹羽郡古知野町新設、布袋町に編入のため
- 丹羽郡栄村 （1906年5月1日）分割し、丹羽郡古知野町新設、布袋町に編入のため
- 丹羽郡豊富村 （1906年5月1日）丹羽郡千秋村新設のため
- 丹羽郡青木村 （1906年5月1日）丹羽郡千秋村新設のため
- 丹羽郡浮野村 （1906年5月1日）丹羽郡千秋村新設のため
- 丹羽郡（旧）岩倉町 （1906年5月1日）丹羽郡岩倉町新設のため
- 丹羽郡豊秋村 （1906年5月1日）丹羽郡岩倉町新設のため
- 丹羽郡島野村 （1906年5月1日）丹羽郡岩倉町新設のため
- 丹羽郡幼村 （1906年5月1日）分割し、丹羽郡千秋村・岩倉町新設のため
- 葉栗郡大田島村 （1906年5月1日）葉栗郡葉栗村新設のため
- 葉栗郡光明寺村 （1906年5月1日）葉栗郡葉栗村新設のため
- 葉栗郡佐千原村 （1906年5月1日）葉栗郡葉栗村新設のため
- 葉栗郡（旧）宮田村 （1906年5月1日）葉栗郡宮田村新設のため
- 葉栗郡飛保村 （1906年5月1日）葉栗郡宮田村新設のため
- 葉栗郡（旧）草井村 （1906年5月1日）葉栗郡草井村新設のため
- 葉栗郡小鹿村 （1906年5月1日）葉栗郡草井村新設のため
- 葉栗郡村久野村 （1906年5月1日）葉栗郡草井村新設のため
- 葉栗郡（旧）浅井町 （1906年5月1日）葉栗郡浅井町新設のため
- 葉栗郡瑞穂村 （1906年5月1日）葉栗郡浅井町新設のため
- 知多郡（旧）阿久比村 （1906年5月1日）知多郡阿久比村新設のため
- 知多郡東阿久比村 （1906年5月1日）知多郡阿久比村新設のため
- 知多郡上阿久比村 （1906年5月1日）知多郡阿久比村新設のため
- 知多郡（旧）横須賀町 （1906年5月1日）知多郡横須賀町新設のため
- 知多郡大田村 （1906年5月1日）知多郡横須賀町新設のため
- 知多郡加木屋村 （1906年5月1日）知多郡横須賀町新設のため
- 知多郡高横須賀村 （1906年5月1日）知多郡横須賀町新設のため
- 知多郡養父村 （1906年5月1日）知多郡横須賀町新設のため
- 知多郡矢田村 （1906年5月1日）知多郡三和村新設のため
- 知多郡久米村 （1906年5月1日）知多郡三和村新設のため
- 知多郡金山村 （1906年5月1日）知多郡三和村新設のため
- 知多郡西ノ口村 （1906年5月1日）知多郡鬼崎村新設のため
- 知多郡榎戸村 （1906年5月1日）知多郡鬼崎村新設のため
- 知多郡多屋村 （1906年5月1日）知多郡鬼崎村新設のため
- 知多郡樽水村 （1906年5月1日）知多郡枳豆志村新設のため
- 知多郡西阿野村 （1906年5月1日）知多郡枳豆志村新設のため
- 知多郡苅屋村 （1906年5月1日）知多郡枳豆志村新設のため
- 知多郡古場村 （1906年5月1日）知多郡枳豆志村新設のため
- 知多郡藤江村 （1906年5月1日）知多郡東浦村新設のため
- 知多郡石浜村 （1906年5月1日）知多郡東浦村新設のため
- 知多郡生路村 （1906年5月1日）知多郡東浦村新設のため
- 知多郡緒川村 （1906年5月1日）知多郡東浦村新設のため
- 知多郡森岡村 （1906年5月1日）分割し、知多郡東浦村・大府村新設のため
- 知多郡（旧）大府村 （1906年5月1日）知多郡大府村新設のため
- 知多郡吉田村 （1906年5月1日）知多郡大府村新設のため
- 知多郡北崎村 （1906年5月1日）知多郡大府村新設のため
- 知多郡横根村 （1906年5月1日）知多郡大府村新設のため
- 知多郡長草村 （1906年5月1日）知多郡大府村新設のため
- 知多郡共和村 （1906年5月1日）知多郡大府村新設のため
- 知多郡（旧）亀崎町 （1906年5月1日）知多郡亀崎町新設のため
- 知多郡有脇村 （1906年5月1日）知多郡亀崎町新設のため
- 知多郡乙川村 （1906年5月1日）知多郡亀崎町新設のため
- 碧海郡（旧）高浜町 （1906年5月1日）碧海郡高浜町新設のため
- 碧海郡吉浜村 （1906年5月1日）碧海郡高浜町新設のため
- 碧海郡高取村 （1906年5月1日）碧海郡高浜町新設のため
- 碧海郡（旧）知立町 （1906年5月1日）碧海郡知立町新設のため
- 碧海郡牛橋村 （1906年5月1日）碧海郡知立町新設のため
- 碧海郡上重原村 （1906年5月1日）碧海郡知立町新設のため
- 碧海郡長崎村 （1906年5月1日）分割し、碧海郡知立町・安城町新設のため
- 碧海郡安城村 （1906年5月1日）碧海郡安城町新設のため
- 碧海郡里村 （1906年5月1日）碧海郡安城町新設のため
- 碧海郡箕輪村 （1906年5月1日）碧海郡安城町新設のため
- 碧海郡福釜村 （1906年5月1日）碧海郡安城町新設のため
- 碧海郡赤松村 （1906年5月1日）碧海郡安城町新設のため
- 碧海郡今村 （1906年5月1日）碧海郡安城町新設のため
- 碧海郡平貴村 （1906年5月1日）碧海郡安城町新設のため
- 碧海郡古井村 （1906年5月1日）碧海郡安城町新設のため
- 碧海郡（旧）桜井村 （1906年5月1日）碧海郡桜井村新設のため
- 碧海郡藤野村 （1906年5月1日）碧海郡桜井村新設のため
- 碧海郡小川村 （1906年5月1日）碧海郡桜井村新設のため
- 碧海郡三ツ川村 （1906年5月1日）碧海郡桜井村新設のため
- 碧海郡米津村 （1906年5月1日）碧海郡明治村新設のため
- 碧海郡西端村 （1906年5月1日）碧海郡明治村新設のため
- 碧海郡東端村 （1906年5月1日）碧海郡明治村新設のため
- 碧海郡根崎村 （1906年5月1日）碧海郡明治村新設のため
- 碧海郡城ヶ入村 （1906年5月1日）碧海郡明治村新設のため
- 碧海郡和泉村 （1906年5月1日）碧海郡明治村新設のため
- 碧海郡榎前村 （1906年5月1日）碧海郡明治村新設のため
- 碧海郡高棚村 （1906年5月1日）碧海郡依佐美村新設のため
- 碧海郡小垣江村 （1906年5月1日）碧海郡依佐美村新設のため
- 碧海郡野田村 （1906年5月1日）碧海郡依佐美村新設のため
- 碧海郡半高村 （1906年5月1日）碧海郡依佐美村新設のため
- 碧海郡（旧）刈谷町 （1906年5月1日）碧海郡刈谷町新設のため
- 碧海郡重原村 （1906年5月1日）碧海郡刈谷町新設のため
- 碧海郡小山村 （1906年5月1日）碧海郡刈谷町新設のため
- 碧海郡逢妻村 （1906年5月1日）碧海郡刈谷町新設のため
- 碧海郡元刈谷村 （1906年5月1日）碧海郡刈谷町新設のため
- 碧海郡境村 （1906年5月1日）碧海郡富士松村新設のため
- 碧海郡東境村 （1906年5月1日）碧海郡富士松村新設のため
- 碧海郡一ツ木村 （1906年5月1日）碧海郡富士松村新設のため
- 碧海郡逢見村 （1906年5月1日）碧海郡富士松村新設のため
- 碧海郡志貴崎村 （1906年5月1日）碧海郡旭村新設のため
- 碧海郡伏見屋村 （1906年5月1日）碧海郡旭村新設のため
- 碧海郡鷲塚村 （1906年5月1日）碧海郡旭村新設のため
- 碧海郡畝部村 （1906年5月1日）碧海郡上郷村新設のため
- 碧海郡寿恵野村 （1906年5月1日）碧海郡上郷村新設のため
- 碧海郡枡塚村 （1906年5月1日）碧海郡上郷村新設のため
- 碧海郡上野村 （1906年5月1日）碧海郡上郷村新設のため
- 碧海郡和会村 （1906年5月1日）碧海郡上郷村新設のため
- 碧海郡駒場村 （1906年5月1日）碧海郡高岡村新設のため
- 碧海郡若園村 （1906年5月1日）碧海郡高岡村新設のため
- 碧海郡堤村 （1906年5月1日）碧海郡高岡村新設のため
- 碧海郡竹村 （1906年5月1日）碧海郡高岡村新設のため
- 碧海郡占部村 （1906年5月1日）碧海郡六ツ美村新設のため
- 碧海郡糟海村 （1906年5月1日）碧海郡六ツ美村新設のため
- 碧海郡中井村 （1906年5月1日）碧海郡六ツ美村新設のため
- 碧海郡中島村 （1906年5月1日）碧海郡六ツ美村新設のため
- 碧海郡合歓木村 （1906年5月1日）碧海郡六ツ美村新設のため
- 碧海郡上青野村 （1906年5月1日）碧海郡六ツ美村新設のため
- 碧海郡（旧）矢作町 （1906年5月1日）碧海郡矢作町新設のため
- 碧海郡中郷村 （1906年5月1日）碧海郡矢作町新設のため
- 碧海郡本郷村 （1906年5月1日）碧海郡矢作町新設のため
- 碧海郡渡村 （1906年5月1日）碧海郡矢作町新設のため
- 碧海郡長瀬村 （1906年5月1日）碧海郡矢作町新設のため
- 碧海郡志貴村 （1906年5月1日）碧海郡矢作町新設のため
- 碧海郡志賀須香村 （1906年5月1日）碧海郡矢作町新設のため
- 幡豆郡（旧）西尾町 （1906年5月1日）幡豆郡西尾町新設のため
- 幡豆郡久麻久村 （1906年5月1日）幡豆郡西尾町新設のため
- 幡豆郡西野町村 （1906年5月1日）分割し、幡豆郡西尾町・平坂村新設のため
- 幡豆郡奥津村 （1906年5月1日）分割し、幡豆郡西尾町・平坂村新設のため
- 幡豆郡大宝村 （1906年5月1日）分割し、幡豆郡西尾町・福地村新設のため
- 幡豆郡六郷村 （1906年5月1日）碧海郡福地村新設のため
- 幡豆郡豊田村 （1906年5月1日）碧海郡福地村新設のため
- 幡豆郡井崎村 （1906年5月1日）碧海郡福地村新設のため
- 幡豆郡（旧）平坂村 （1906年5月1日）幡豆郡平坂村新設のため
- 幡豆郡中畑村 （1906年5月1日）幡豆郡平坂村新設のため
- 幡豆郡（旧）寺津村 （1906年5月1日）幡豆郡寺津村新設のため
- 幡豆郡西崎村 （1906年5月1日）幡豆郡寺津村新設のため
- 幡豆郡御鍬村（1906年5月1日）幡豆郡三和村新設のため
- 幡豆郡川崎村 （1906年5月1日）幡豆郡三和村新設のため
- 幡豆郡吹羽良村 （1906年5月1日）幡豆郡三和村新設のため
- 幡豆郡一色町 （1906年5月1日）幡豆郡一色村新設のため
- 幡豆郡栄生村 （1906年5月1日）幡豆郡一色村新設のため
- 幡豆郡味沢村 （1906年5月1日）幡豆郡一色村新設のため
- 幡豆郡五保村 （1906年5月1日）幡豆郡一色村新設のため
- 幡豆郡衣崎村 （1906年5月1日）幡豆郡一色村新設のため
- 幡豆郡（旧）吉田村 （1906年5月1日）幡豆郡吉田村新設のため
- 幡豆郡保定村 （1906年5月1日）幡豆郡吉田村新設のため
- 幡豆郡宮崎村 （1906年5月1日）幡豆郡吉田村新設のため
- 幡豆郡幡豆郡横須賀町 （1906年5月1日）幡豆郡横須賀村新設のため
- 幡豆郡荻原村 （1906年5月1日）幡豆郡横須賀村新設のため
- 幡豆郡富田村 （1906年5月1日）幡豆郡横須賀村新設のため
- 幡豆郡瀬門村 （1906年5月1日）幡豆郡横須賀村新設のため
- 幡豆郡厨村 （1906年5月1日）幡豆郡横須賀村新設のため
- 幡豆郡（旧）幡豆村 （1906年5月1日）幡豆郡幡豆村新設のため
- 幡豆郡東幡豆村 （1906年5月1日）幡豆郡幡豆村新設のため
- 幡豆郡松坂村 （1906年5月1日）幡豆郡豊坂村新設のため
- 幡豆郡豊国村 （1906年5月1日）幡豆郡豊坂村新設のため
- 額田郡（旧）岡崎町 （1906年5月1日）額田郡岡崎町新設のため
- 額田郡三島村 （1906年5月1日）額田郡岡崎町新設のため
- 額田郡坂崎村 （1906年5月1日）額田郡広田村新設のため
- 額田郡相見村 （1906年5月1日）額田郡広田村新設のため
- 額田郡深溝村 （1906年5月1日）額田郡広田村新設のため
- 額田郡豊岡村 （1906年5月1日）額田郡豊富村新設のため
- 額田郡高富村 （1906年5月1日）額田郡豊富村新設のため
- 額田郡栄枝村 （1906年5月1日）分割し、額田郡豊富村新設・宮崎村へ編入のため
- 東加茂郡（旧）阿摺村 （1906年5月1日）東加茂郡阿摺村新設のため
- 東加茂郡瑞穂村 （1906年5月1日）東加茂郡阿摺村新設のため
- 東加茂郡大和村 （1906年5月1日）東加茂郡阿摺村新設のため
- 東加茂郡（旧）賀茂村 （1906年5月1日）東加茂郡賀茂村新設のため
- 東加茂郡伊勢神村 （1906年5月1日）東加茂郡賀茂村新設のため
- 東加茂郡金沢村 （1906年5月1日）分割し、東加茂郡賀茂村・盛岡村新設のため
- 東加茂郡（旧）盛岡村 （1906年5月1日）東加茂郡盛岡村新設のため
- 東加茂郡穂積村 （1906年5月1日）分割し、東加茂郡盛岡村・松平村新設のため
- 東加茂郡（旧）松平村 （1906年5月1日）東加茂郡松平村新設のため
- 東加茂郡豊栄村 （1906年5月1日）東加茂郡松平村新設のため
- 東加茂郡小川村 （1906年5月1日）東加茂郡松平村新設のため
- 東加茂郡志賀村 （1906年5月1日）東加茂郡松平村新設のため
- 東加茂郡（旧）下山村 （1906年5月1日）東加茂郡下山村新設のため
- 東加茂郡大沼村 （1906年5月1日）東加茂郡下山村新設のため
- 東加茂郡富義村 （1906年5月1日）東加茂郡下山村新設のため
- 東加茂郡野見村 （1906年5月1日）東加茂郡旭村新設のため
- 東加茂郡生駒村 （1906年5月1日）東加茂郡旭村新設のため
- 東加茂郡介木村 （1906年5月1日）東加茂郡旭村新設のため
- 東加茂郡築羽村 （1906年5月1日）東加茂郡旭村新設のため
- 南設楽郡千秋村 （1906年5月1日）南設楽郡千郷村新設のため
- 南設楽郡西郷村 （1906年5月1日）南設楽郡千郷村新設のため
- 南設楽郡平井村 （1906年5月1日）南設楽郡東郷村新設のため
- 南設楽郡信楽村 （1906年5月1日）南設楽郡東郷村新設のため
- 南設楽郡石座村 （1906年5月1日）南設楽郡東郷村新設のため
- 南設楽郡巴村 （1906年5月1日）南設楽郡作手村新設のため
- 南設楽郡田原村 （1906年5月1日）南設楽郡作手村新設のため
- 南設楽郡菅沼村 （1906年5月1日）南設楽郡作手村新設のため
- 南設楽郡高松村 （1906年5月1日）南設楽郡作手村新設のため
- 南設楽郡田代村 （1906年5月1日）南設楽郡作手村新設のため
- 南設楽郡杉平村 （1906年5月1日）南設楽郡作手村新設のため
- 南設楽郡保永村 （1906年5月1日）南設楽郡作手村新設のため
- 南設楽郡荒原村 （1906年5月1日）南設楽郡作手村新設のため
- 南設楽郡大和田村 （1906年5月1日）南設楽郡作手村新設のため
- 中島郡六輪村 （1906年5月1日）中島郡平和村新設のため
- 中島郡左右川村 （1906年5月2日）中島郡平和村新設のため
- 愛知郡鍋屋上野村 （1906年5月10日）愛知郡東山村新設のため
- 愛知郡田代村 （1906年5月10日）愛知郡東山村新設のため
- 愛知郡長湫村 （1906年5月10日）愛知郡長久手村新設のため
- 愛知郡上郷村 （1906年5月10日）愛知郡長久手村新設のため
- 愛知郡岩作村 （1906年5月10日）愛知郡長久手村新設のため
- 愛知郡高社村 （1906年5月10日）愛知郡猪高村新設のため
- 愛知郡猪子石村 （1906年5月10日）愛知郡猪高村新設のため
- 愛知郡幡野村 （1906年5月10日）愛知郡幡山村新設のため
- 愛知郡山口村 （1906年5月10日）愛知郡幡山村新設のため
- 愛知郡諸和村 （1906年5月10日）愛知郡東郷村新設のため
- 愛知郡春木村 （1906年5月10日）愛知郡東郷村新設のため
- 愛知郡香久山村 （1906年5月10日）愛知郡日進村新設のため
- 愛知郡白山村 （1906年5月10日）愛知郡日進村新設のため
- 愛知郡岩崎村 （1906年5月10日）愛知郡日進村新設のため
- 愛知郡（旧）豊明村 （1906年5月10日）愛知郡豊明村新設のため
- 愛知郡沓掛村 （1906年5月10日）愛知郡豊明村新設のため
- 愛知郡（旧）御器所村 （1906年5月10日）愛知郡御器所村新設のため
- 愛知郡広路村 （1906年5月10日）愛知郡御器所村新設のため
- 愛知郡（旧）笠寺村 （1906年5月10日）愛知郡笠寺村新設のため
- 愛知郡鳴尾村 （1906年5月10日）愛知郡笠寺村新設のため
- 愛知郡星崎村 （1906年5月10日）愛知郡笠寺村新設のため
- 愛知郡岩塚村 （1906年5月10日）愛知郡常磐村新設のため
- 愛知郡柳森村 （1906年5月10日）愛知郡常磐村新設のため
- 愛知郡松葉村 （1906年5月10日）愛知郡常磐村新設のため
- 愛知郡鷹場村 （1906年5月10日）愛知郡中村新設のため
- 愛知郡日比津村 （1906年5月10日）愛知郡中村新設のため
- 愛知郡織豊村 （1906年5月10日）愛知郡中村新設のため
- 愛知郡（旧）荒子村 （1906年5月10日）愛知郡荒子村新設のため
- 愛知郡御厨村 （1906年5月10日）愛知郡荒子村新設のため
- 愛知郡一柳村 （1906年5月10日）愛知郡荒子村新設のため
- 愛知郡明徳村 （1906年5月10日）愛知郡小碓村新設のため
- 愛知郡寛政村 （1906年5月10日）愛知郡小碓村新設のため
- 愛知郡宝田村 （1906年5月10日）愛知郡小碓村新設のため
- 愛知郡島野村 （1906年5月10日）愛知郡天白村新設のため
- 愛知郡植田村 （1906年5月10日）愛知郡天白村新設のため
- 愛知郡平針村 （1906年5月10日）愛知郡天白村新設のため
- 愛知郡弥富村 （1906年5月10日）分割し、愛知郡天白村新設・呼続町編入のため
- 愛知郡瑞穂村 （1906年5月10日）愛知郡呼続町編入のため
- 葉栗郡（旧）黒田町 （1906年5月10日）葉栗郡黒田町新設のため
- 葉栗郡里小牧村 （1906年5月10日）葉栗郡黒田町新設のため
- 葉栗郡玉ノ井村 （1906年5月10日）葉栗郡黒田町新設のため
- 中島郡（旧）祖父江町 （1906年5月10日）中島郡祖父江町新設のため
- 中島郡丸甲村 （1906年5月10日）中島郡祖父江町新設のため
- 中島郡領内村 （1906年5月10日）中島郡祖父江町新設のため
- 中島郡牧川村 （1906年5月10日）中島郡祖父江町新設のため
- 中島郡山崎村 （1906年5月10日）中島郡祖父江町新設のため
- 中島郡島田村 （1906年5月10日）中島郡大里村新設のため
- 中島郡奥田村 （1906年5月10日）中島郡大里村新設のため
- 中島郡四家村 （1906年5月10日）中島郡大里村新設のため
- 中島郡日下部村 （1906年5月10日）中島郡大里村新設のため
- 中島郡市田村 （1906年5月10日）中島郡大里村新設のため
- 中島郡神戸村 （1906年5月10日）中島郡今伊勢村新設のため
- 中島郡開明村 （1906年5月10日）中島郡今伊勢村新設のため
- 中島郡馬寄村 （1906年5月10日）中島郡今伊勢村新設のため
- 中島郡祐賀村 （1906年5月10日）中島郡朝日村新設のため
- 中島郡上祖父江村 （1906年5月10日）中島郡朝日村新設のため
- 中島郡明地村 （1906年5月10日）中島郡朝日村新設のため
- 中島郡玉野村 （1906年5月10日）中島郡朝日村新設のため
- 中島郡大徳村 （1906年5月10日）分割し、中島郡朝日村・起町新設のため
- 中島郡（旧）起町 （1906年5月10日）中島郡起町新設のため
- 中島郡小信中島村 （1906年5月10日）中島郡起町新設のため
- 中島郡三条村 （1906年5月10日）中島郡起町新設のため
- 中島郡馬飼村 （1906年5月10日）中島郡長岡村新設のため
- 中島郡拾町野村 （1906年5月10日）中島郡長岡村新設のため
- 中島郡西鵜之本村 （1906年5月10日）中島郡長岡村新設のため
- 中島郡四貫村 （1906年5月10日）中島郡長岡村新設のため
- 中島郡神明津村 （1906年5月10日）中島郡長岡村新設のため
- 中島郡国分村 （1906年5月10日）中島郡明治村新設のため
- 中島郡片原一色村 （1906年5月10日）中島郡明治村新設のため
- 中島郡光郷村 （1906年5月10日）中島郡明治村新設のため
- 中島郡西島村 （1906年5月10日）中島郡明治村新設のため
- 中島郡井長谷村 （1906年5月10日）中島郡明治村・千代田村新設のため
- 中島郡三宅村 （1906年5月10日）中島郡千代田村新設のため
- 中島郡実田村 （1906年5月10日）中島郡千代田村新設のため
- 中島郡吉田村 （1906年5月10日）中島郡千代田村新設のため
- 中島郡豊田村 （1906年5月10日）中島郡千代田村新設のため
- 中島郡大江村 （1906年5月10日）中島郡稲沢町・千代田村新設のため
- 中島郡（旧）稲沢町 （1906年5月10日）中島郡稲沢町新設のため
- 中島郡一治村 （1906年5月10日）中島郡稲沢町新設のため
- 中島郡国府宮村 （1906年5月10日）中島郡稲沢町新設のため
- 中島郡山形村 （1906年5月10日）中島郡稲沢町新設のため
- 中島郡下津村 （1906年5月10日）中島郡稲沢町新設のため
- 中島郡中島村 （1906年5月10日）中島郡稲沢町・萩原町新設のため
- 中島郡稲保村 （1906年5月10日）中島郡稲沢町・苅安賀村新設のため
- 中島郡（旧）萩原町 （1906年5月10日）中島郡萩原町新設のため
- 中島郡新明村 （1906年5月10日）中島郡萩原町新設のため
- 中島郡日光村 （1906年5月10日）中島郡萩原町・苅安賀村新設のため
- 中島郡（旧）苅安賀村 （1906年5月10日）中島郡苅安賀村新設のため
- 中島郡三輪村 （1906年5月10日）中島郡苅安賀村新設のため
- 中島郡妙興寺村 （1906年5月10日）中島郡苅安賀村新設のため
- 中島郡高井村 （1906年5月10日）中島郡苅安賀村新設のため
- 知多郡（旧）小鈴谷村 （1906年6月16日）知多郡小鈴谷村新設のため
- 知多郡大谷村 （1906年6月16日）知多郡小鈴谷村新設のため
- 知多郡坂井村 （1906年6月16日）知多郡小鈴谷村新設のため
- 知多郡上野間村 （1906年6月16日）知多郡小鈴谷村新設のため
- 宝飯郡穂原村 （1906年6月25日）宝飯郡八幡村新設のため
- 宝飯郡平幡村 （1906年6月25日）宝飯郡八幡村新設のため
- 丹羽郡九日市場村 （1906年7月1日）丹羽郡丹陽村新設のため
- 丹羽郡二川村 （1906年7月1日）丹羽郡丹陽村新設のため
- 丹羽郡三重島村 （1906年7月1日）丹羽郡丹陽村新設のため
- 丹羽郡多加森村 （1906年7月1日）丹羽郡丹陽村新設のため
- 丹羽郡浅淵村 （1906年7月1日）丹羽郡西成村新設のため
- 丹羽郡赤羽村 （1906年7月1日）丹羽郡西成村新設のため
- 丹羽郡穂波村 （1906年7月1日）丹羽郡西成村新設のため
- 丹羽郡時之島村 （1906年7月1日）丹羽郡西成村新設のため
- 丹羽郡瀬部村 （1906年7月1日）丹羽郡西成村新設のため
- 海東郡宝村 （1906年7月1日）海東郡七宝村新設のため
- 海東郡井和村 （1906年7月1日）海東郡七宝村新設のため
- 海東郡伊福村 （1906年7月1日）海東郡七宝村新設のため
- 海東郡正則村 （1906年7月1日）海東郡美和村新設のため
- 海東郡蜂須賀村 （1906年7月1日）海東郡美和村新設のため
- 海東郡篠田村 （1906年7月1日）海東郡美和村新設のため
- 海東郡甚目寺村 （1906年7月1日）海東郡甚目寺村新設のため
- 海東郡萱津村 （1906年7月1日）海東郡甚目寺村新設のため
- 海東郡森村 （1906年7月1日）海東郡甚目寺村新設のため
- 海東郡春富村 （1906年7月1日）海東郡甚目寺村新設のため
- 海東郡新居屋村 （1906年7月1日）海東郡甚目寺村新設のため
- 海東郡東今宿村 （1906年7月1日）海東郡甚目寺村新設のため
- 海東郡白鷹村 （1906年7月1日）海東郡甚目寺村新設のため
- 海東郡（旧）蟹江町 （1906年7月1日）海東郡蟹江町新設のため
- 海東郡西ノ森村 （1906年7月1日）海東郡蟹江町新設のため
- 海東郡須成村 （1906年7月1日）海東郡蟹江町新設のため
- 海東郡新蟹江村 （1906年7月1日）海東郡蟹江町新設のため
- 海東郡千秋村 （1906年7月1日）海東郡永和村新設のため
- 海東郡大井村 （1906年7月1日）海東郡永和村新設のため
- 海東郡神島田村 （1906年7月1日）海東郡永和村新設のため
- 海東郡（旧）神守村 （1906年7月1日）海東郡神守村新設のため
- 海東郡百高村 （1906年7月1日）海東郡神守村新設のため
- 海東郡益和村 （1906年7月1日）海東郡神守村新設のため
- 海東郡越治村 （1906年7月1日）海東郡神守村新設のため
- 海東郡野間村 （1906年7月1日）海東郡神守村新設のため
- 海東郡諸古村 （1906年7月1日）海東郡佐織村新設のため
- 海東郡藤浪村 （1906年7月1日）海東郡佐織村新設のため
- 海東郡草場村 （1906年7月1日）海東郡佐織村新設のため
- 海東郡勝幡村 （1906年7月1日）海東郡佐織村新設のため
- 海東郡川淵村 （1906年7月1日）海東郡佐織村新設のため
- 海東郡佐依木村 （1906年7月1日）海東郡佐屋村新設のため
- 海東郡八幡村 （1906年7月1日）海東郡佐屋村新設のため
- 海東郡万須田村 （1906年7月1日）海東郡富田村新設のため
- 海東郡赤星村 （1906年7月1日）海東郡富田村新設のため
- 海東郡戸田村 （1906年7月1日）海東郡富田村新設のため
- 海東郡豊治村 （1906年7月1日）海東郡富田村新設のため
- 海東郡福田村 （1906年7月1日）海東郡南陽村新設のため
- 海東郡茶屋村 （1906年7月1日）海東郡南陽村新設のため
- 海東郡福屋村 （1906年7月1日）海東郡南陽村新設のため
- 海西郡開治村 （1906年7月1日）海西郡八開村新設のため
- 海西郡八輪村 （1906年7月1日）海西郡八開村新設のため
- 海西郡六ツ和村 （1906年7月1日）分割し、海西郡八開村・立田村新設のため
- 海西郡五会村 （1906年7月1日）海西郡立田村新設のため
- 海西郡早尾村 （1906年7月1日）海西郡立田村新設のため
- 海西郡立和村 （1906年7月1日）海西郡立田村新設のため
- 海西郡川治村 （1906年7月1日）海西郡立田村新設のため
- 海西郡大藤村 （1906年7月1日）海西郡鍋田村新設のため
- 海西郡両国村 （1906年7月1日）海西郡鍋田村新設のため
- 海西郡（旧）弥富町 （1906年7月1日）分割し、海西郡弥富町・鍋田村新設のため
- 海西郡市腋村 （1906年7月1日）分割し、海西郡弥富町・市江村新設のため
- 海西郡東市江村 （1906年7月1日）海西郡市江村新設のため
- 海西郡宝地村 （1906年7月1日）海西郡十四山村・飛島村に分割編入のため
- 知多郡（旧）野間村 （1906年7月1日）知多郡野間村新設のため
- 知多郡奥田村 （1906年7月1日）知多郡野間村新設のため
- 知多郡（旧）河和町 （1906年7月1日）知多郡河和町新設のため
- 知多郡布土村 （1906年7月1日）知多郡河和町新設のため
- 知多郡（旧）豊浜町 （1906年7月1日）知多郡豊浜町新設のため
- 知多郡豊丘村 （1906年7月1日）分割し、知多郡河和町・豊浜町新設のため
- 知多郡（旧）師崎町 （1906年7月1日）知多郡師崎町新設のため
- 知多郡大井村 （1906年7月1日）知多郡師崎町新設のため
- 知多郡（旧）内海町 （1906年7月1日）知多郡内海町新設のため
- 知多郡山海村 （1906年7月1日）知多郡内海町新設のため
- 額田郡（旧）常磐村 （1906年7月1日）額田郡常磐村新設のため
- 額田郡乙見村 （1906年7月1日）額田郡常磐村新設のため
- 額田郡（旧）岩津村 （1906年7月1日）額田郡岩津村新設のため
- 額田郡大樹寺村 （1906年7月1日）額田郡岩津村新設のため
- 額田郡細川村 （1906年7月1日）額田郡岩津村新設のため
- 額田郡奥殿村 （1906年7月1日）額田郡岩津村新設のため
- 西加茂郡（旧）挙母町 （1906年7月1日）西加茂郡挙母町新設のため
- 西加茂郡梅坪村 （1906年7月1日）西加茂郡挙母町新設のため
- 西加茂郡根川村 （1906年7月1日）西加茂郡挙母町新設のため
- 西加茂郡宮口村 （1906年7月1日）西加茂郡挙母町新設のため
- 西加茂郡逢妻村 （1906年7月1日）西加茂郡挙母町新設のため
- 西加茂郡益富村 （1906年7月1日）西加茂郡高橋村新設のため
- 西加茂郡野見村 （1906年7月1日）西加茂郡高橋村新設のため
- 西加茂郡寺部村 （1906年7月1日）西加茂郡高橋村新設のため
- 西加茂郡渋川村 （1906年7月1日）西加茂郡高橋村新設のため
- 西加茂郡上野山村 （1906年7月1日）西加茂郡高橋村新設のため
- 西加茂郡市木村 （1906年7月1日）西加茂郡高橋村新設のため
- 西加茂郡平井村 （1906年7月1日）西加茂郡高橋村新設のため
- 西加茂郡四谷村 （1906年7月1日）西加茂郡高橋村新設のため
- 西加茂郡七重村 （1906年7月1日）西加茂郡石野村新設のため
- 西加茂郡石下瀬村 （1906年7月1日）西加茂郡石野村新設のため
- 西加茂郡中野村 （1906年7月1日）西加茂郡石野村新設のため
- 西加茂郡富貴下村 （1906年7月1日）分割し、西加茂郡石野村・猿投村新設、藤岡村に編入のため
- 西加茂郡広沢村 （1906年7月1日）西加茂郡猿投村新設のため
- 西加茂郡上郷村 （1906年7月1日）西加茂郡猿投村新設のため
- 西加茂郡橋見村 （1906年7月1日）西加茂郡保見村新設のため
- 西加茂郡伊保村 （1906年7月1日）西加茂郡保見村新設のため
- 西加茂郡（旧）三好村 （1906年7月1日）西加茂郡三好村新設のため
- 西加茂郡明越村 （1906年7月1日）西加茂郡三好村新設のため
- 西加茂郡莇生村 （1906年7月1日）西加茂郡三好村新設のため
- 西加茂郡豊原村 （1906年7月1日）西加茂郡小原村新設のため
- 西加茂郡福原村 （1906年7月1日）西加茂郡小原村新設のため
- 西加茂郡清原村 （1906年7月1日）西加茂郡小原村新設のため
- 西加茂郡本城村 （1906年7月1日）西加茂郡小原村新設のため
- 南設楽郡（旧）鳳来寺村 （1906年7月1日）南設楽郡鳳来寺村新設のため
- 南設楽郡只持村 （1906年7月1日）南設楽郡鳳来寺村新設のため
- 南設楽郡塩瀬村 （1906年7月1日）南設楽郡鳳来寺村新設のため
- 南設楽郡布里村 （1906年7月1日）南設楽郡鳳来寺村新設のため
- 南設楽郡一色村 （1906年7月1日）南設楽郡鳳来寺村新設のため
- 南設楽郡愛郷村 （1906年7月1日）南設楽郡鳳来寺村新設のため
- 宝飯郡（旧）豊川町 （1906年7月1日）宝飯郡豊川町新設のため
- 宝飯郡麻生田村 （1906年7月1日）宝飯郡豊川町新設のため
- 宝飯郡睦美村 （1906年7月1日）分割し、宝飯郡豊川町・牛久保町新設のため
- 宝飯郡（旧）牛久保町 （1906年7月1日）宝飯郡牛久保町新設のため
- 宝飯郡明子村 （1906年7月1日）宝飯郡牛久保町新設のため
- 宝飯郡（旧）御津村 （1906年7月1日）宝飯郡御津村新設のため
- 宝飯郡御馬村 （1906年7月1日）宝飯郡御津村新設のため
- 宝飯郡佐脇村 （1906年7月1日）宝飯郡御津村新設のため
- 宝飯郡（旧）下地町 （1906年7月1日）宝飯郡下地町新設のため
- 宝飯郡大村 （1906年7月1日）宝飯郡下地町新設のため
- 宝飯郡鹿菅村 （1906年7月1日）宝飯郡下地町新設のため
- 宝飯郡本茂村 （1906年7月1日）宝飯郡一宮村新設のため
- 宝飯郡桑富村 （1906年7月1日）宝飯郡一宮村新設のため
- 渥美郡吉田方村 （1906年7月1日）渥美郡牟呂吉田村新設のため
- 渥美郡牟呂村 （1906年7月1日）渥美郡牟呂吉田村新設のため
- 渥美郡大川町 （1906年7月1日）渥美郡二川町新設のため
- 渥美郡谷川村 （1906年7月1日）渥美郡二川町新設のため
- 渥美郡細谷村 （1906年7月1日）渥美郡二川町新設のため
- 渥美郡小沢村 （1906年7月1日）渥美郡二川町新設のため
- 八名郡高岡村 （1906年7月1日）八名郡七郷村新設のため
- 八名郡名号村 （1906年7月1日）八名郡七郷村新設のため
- 八名郡名越村 （1906年7月1日）八名郡七郷村新設のため
- 八名郡能登瀬村 （1906年7月1日）八名郡七郷村新設のため
- 八名郡井代村 （1906年7月1日）八名郡七郷村新設のため
- 八名郡睦平村 （1906年7月1日）八名郡七郷村新設のため
- 八名郡細川村 （1906年7月1日）八名郡七郷村新設のため
- 八名郡乗本村 （1906年7月1日）八名郡舟着村新設のため
- 八名郡日吉村 （1906年7月1日）八名郡舟着村新設のため
- 八名郡長部村 （1906年7月1日）八名郡八名村新設のため
- 八名郡富岡村 （1906年7月1日）八名郡八名村新設のため
- 八名郡下条村 （1906年7月1日）八名郡下川村新設のため
- 八名郡牛川村 （1906年7月1日）八名郡下川村新設のため
- 八名郡多米村 （1906年7月1日）八名郡石巻村新設のため
- 八名郡三輪村 （1906年7月1日）八名郡石巻村新設のため
- 八名郡玉川村 （1906年7月1日）八名郡石巻村新設のため
- 八名郡嵩山村 （1906年7月1日）八名郡石巻村新設のため
- 八名郡西郷村 （1906年7月1日）八名郡石巻村新設のため
- 西春日井郡平田村 （1906年7月11日）西春日井郡山田村新設のため
- 西春日井郡大野木村 （1906年7月11日）西春日井郡山田村新設のため
- 西春日井郡比良村 （1906年7月11日）西春日井郡山田村新設のため
- 西春日井郡上小田井村 （1906年7月11日）西春日井郡山田村新設のため
- 西春日井郡中小田井村 （1906年7月11日）西春日井郡山田村新設のため
- 渥美郡（旧）豊橋町 （1906年7月15日）渥美郡豊橋町新設のため
- 渥美郡豊岡村 （1906年7月15日）渥美郡豊橋町新設のため
- 渥美郡花田村 （1906年7月15日）渥美郡豊橋町新設のため
- 東春日井郡味美村 （1906年7月16日）東春日井郡勝川町に編入のため
- 東春日井郡春日井村 （1906年7月16日）東春日井郡勝川町に編入のため
- 東春日井郡柏井村 （1906年7月16日）東春日井郡勝川町に編入のため
- 東春日井郡小野村 （1906年7月16日）東春日井郡鳥居松村新設のため
- 東春日井郡和爾良村 （1906年7月16日）東春日井郡鳥居松村新設のため
- 東春日井郡田楽村 （1906年7月16日）東春日井郡鷹来村新設のため
- 東春日井郡片山村 （1906年7月16日）東春日井郡鷹来村新設のため
- 東春日井郡下原村 （1906年7月16日）東春日井郡篠木村新設のため
- 東春日井郡八幡村 （1906年7月16日）東春日井郡篠木村新設のため
- 東春日井郡小木田村 （1906年7月16日）東春日井郡篠木村新設のため
- 東春日井郡雛五村 （1906年7月16日）分割し、東春日井郡篠木村・高蔵寺村新設のため
- 東春日井郡不二村 （1906年7月16日）東春日井郡高蔵寺村新設のため
- 東春日井郡玉川村 （1906年7月16日）東春日井郡高蔵寺村新設のため
- 東春日井郡神坂村 （1906年7月16日）東春日井郡坂下村新設のため
- 東春日井郡内津村　（1906年7月16日）東春日井郡坂下村新設のため
- 東春日井郡（旧）小牧町 （1906年7月16日）東春日井郡小牧町新設のため
- 東春日井郡外山村 （1906年7月16日）東春日井郡小牧町新設のため
- 東春日井郡真々村 （1906年7月16日）東春日井郡小牧町新設のため
- 東春日井郡境村 （1906年7月16日）東春日井郡小牧町新設のため
- 東春日井郡和多里村 （1906年7月16日）東春日井郡小牧町新設のため
- 東春日井郡（旧）味岡村 （1906年7月16日）東春日井郡味岡村新設のため
- 東春日井郡岩崎村 （1906年7月16日）東春日井郡味岡村新設のため
- 東春日井郡久保一色村 （1906年7月16日）東春日井郡味岡村新設のため
- 東春日井郡大草村 （1906年7月16日）東春日井郡篠岡村新設のため
- 東春日井郡大野村 （1906年7月16日）東春日井郡篠岡村新設のため
- 東春日井郡池林村 （1906年7月16日）東春日井郡篠岡村新設のため
- 東春日井郡陶村 （1906年7月16日）東春日井郡篠岡村新設のため
- 東春日井郡印場村 （1906年7月16日）東春日井郡旭村新設のため
- 東春日井郡新居村 （1906年7月16日）東春日井郡旭村新設のため
- 東春日井郡八白村 （1906年7月16日）東春日井郡旭村新設のため
- 東春日井郡下品野村 （1906年7月16日）東春日井郡品野村新設のため
- 東春日井郡上品野村 （1906年7月16日）東春日井郡品野村新設のため
- 東春日井郡掛川村 （1906年7月16日）東春日井郡品野村新設のため
- 東春日井郡高間村 （1906年7月16日）東春日井郡守山町新設のため
- 東春日井郡二城村 （1906年7月16日）東春日井郡守山町新設のため
- 東春日井郡小幡村 （1906年7月16日）東春日井郡守山町新設のため
- 東春日井郡大森村 （1906年7月16日）東春日井郡守山町新設のため
- 東春日井郡志談村 （1906年7月16日）東春日井郡志段味村新設のため
- 東春日井郡上志段味村 （1906年7月16日）東春日井郡志段味村新設のため
- 西春日井郡（旧）清洲町 （1906年7月16日）西春日井郡清洲町新設のため
- 西春日井郡朝田村 （1906年7月16日）西春日井郡清洲町新設のため
- 西春日井郡一場村 （1906年7月16日）西春日井郡清洲町新設のため
- 西春日井郡下之郷村 （1906年7月16日）西春日井郡春日村新設のため
- 西春日井郡落合村 （1906年7月16日）西春日井郡春日村新設のため
- 西春日井郡九之坪村 （1906年7月16日）西春日井郡西春村新設のため
- 西春日井郡下拾箇村 （1906年7月16日）西春日井郡西春村新設のため
- 西春日井郡上拾箇村 （1906年7月16日）西春日井郡西春村新設のため
- 西春日井郡訓原村 （1906年7月16日）西春日井郡師勝村新設のため
- 西春日井郡鹿田村 （1906年7月16日）西春日井郡師勝村新設のため
- 西春日井郡六ツ師村 （1906年7月16日）西春日井郡師勝村新設のため
- 西春日井郡熊之庄村 （1906年7月16日）西春日井郡師勝村新設のため
- 西春日井郡五条村 （1906年7月16日）西春日井郡北里村新設のため
- 西春日井郡小木村 （1906年7月16日）西春日井郡北里村新設のため
- 西春日井郡尾張村 （1906年7月16日）西春日井郡北里村新設のため
- 西春日井郡多気村 （1906年7月16日）西春日井郡北里村新設のため
- 西春日井郡豊場村 （1906年7月16日）西春日井郡豊山村新設のため
- 西春日井郡青山村 （1906年7月16日）西春日井郡豊山村新設のため
- 渥美郡（旧）田原町 （1906年7月16日）渥美郡田原町新設のため
- 渥美郡相川村 （1906年7月16日）渥美郡田原町新設のため
- 渥美郡童浦村 （1906年7月16日）渥美郡田原町新設のため
- 渥美郡大久保村 （1906年7月16日）渥美郡田原町新設のため
- 渥美郡（旧）赤羽根村 （1906年7月16日）渥美郡赤羽根村新設のため
- 渥美郡高松村 （1906年7月16日）渥美郡赤羽根村新設のため
- 渥美郡若戸村 （1906年7月16日）渥美郡赤羽根村新設のため
- 渥美郡和地村 （1906年7月16日）渥美郡伊良湖岬村新設のため
- 渥美郡堀切村 （1906年7月16日）渥美郡伊良湖岬村新設のため
- 渥美郡伊良湖村 （1906年7月16日）渥美郡伊良湖岬村新設のため
- 渥美郡（旧）福江町 （1906年7月16日）渥美郡福江町新設のため
- 渥美郡清田村 （1906年7月16日）渥美郡福江町新設のため
- 渥美郡中山村 （1906年7月16日）渥美郡福江町新設のため
- 渥美郡高根村 （1906年8月31日）渥美郡高豊村新設のため
- 渥美郡豊南村 （1906年8月31日）渥美郡高豊村新設のため
- 渥美郡（旧）高師村 （1906年8月31日）渥美郡高師村新設のため
- 渥美郡磯辺村 （1906年8月31日）渥美郡高師村新設のため
- 渥美郡福岡村 （1906年8月31日）渥美郡高師村新設のため
- 渥美郡野依村 （1906年8月31日）渥美郡高師村新設のため
- 渥美郡植田村 （1906年8月31日）渥美郡高師村新設のため
- 渥美郡大崎村 （1906年8月31日）渥美郡高師村新設のため
- 知多郡名和村 （1906年9月1日）知多郡上野村新設のため
- 知多郡荒尾村 （1906年9月1日）知多郡上野村新設のため
- 知多郡富木島村 （1906年9月1日）知多郡上野村新設のため
- 宝飯郡（旧）国府町 （1906年9月10日）宝飯郡国府町新設のため
- 宝飯郡白鳥村 （1906年9月10日）宝飯郡国府町新設のため
- 渥美郡（旧）杉山村 （1906年9月10日）渥美郡杉山村新設のため
- 渥美郡六連村 （1906年9月10日）渥美郡杉山村新設のため
- 宝飯郡豊秋村 （1906年9月12日）宝飯郡小坂井村新設のため
- 宝飯郡伊奈村 （1906年9月12日）宝飯郡小坂井村新設のため
- 丹羽郡（旧）犬山町 （1906年10月1日）丹羽郡犬山町新設のため
- 丹羽郡岩橋村 （1906年10月1日）丹羽郡犬山町新設のため
- 丹羽郡高雄村 （1906年10月1日）分割し、丹羽郡犬山町・扶桑村新設のため
- 丹羽郡山名村 （1906年10月1日）丹羽郡扶桑村新設のため
- 丹羽郡豊国村 （1906年10月1日）丹羽郡扶桑村新設のため
- 丹羽郡柏森村 （1906年10月1日）分割し、丹羽郡扶桑村・大口村新設のため
- 丹羽郡小口村 （1906年10月1日）丹羽郡大口村新設のため
- 丹羽郡富成村 （1906年10月1日）丹羽郡大口村新設のため
- 丹羽郡太田村 （1906年10月1日）丹羽郡大口村新設のため
- 丹羽郡善師野村 （1906年10月1日）丹羽郡城東村新設のため
- 丹羽郡岩田村 （1906年10月1日）丹羽郡城東村新設のため
- 丹羽郡今井村 （1906年10月1日）丹羽郡城東村新設のため
- 愛知郡熱田町  （1907年6月1日）名古屋市に編入のため

## 1910年 - 1919年
- 額田郡広幡町 （1914年10月1日）額田郡岡崎町に編入のため

## 1920年 - 1929年
- 八名郡豊津村 （1920年8月1日）八名郡大和村新設のため
- 八名郡橋尾村 （1920年8月1日）八名郡大和村新設のため
- 愛知郡千種町（1921年8月22日）名古屋市に編入のため
- 愛知郡愛知町 （1921年8月22日）名古屋市に編入のため
- 愛知郡呼続町 （1921年8月22日）名古屋市に編入のため
- 愛知郡中村 （1921年8月22日）名古屋市に編入のため
- 愛知郡東山村 （1921年8月22日）名古屋市に編入のため
- 愛知郡常磐村 （1921年8月22日）名古屋市に編入のため
- 愛知郡御器所村（1921年8月22日）名古屋市に編入のため
- 愛知郡荒子村 （1921年8月22日）名古屋市に編入のため
- 愛知郡笠寺村 （1921年8月22日）名古屋市に編入のため
- 愛知郡八幡村 （1921年8月22日）名古屋市に編入のため
- 愛知郡小碓村 （1921年8月22日）名古屋市に編入のため
- 西春日井郡清水町 （1921年8月22日）名古屋市に編入のため
- 西春日井郡金城村 （1921年8月22日）名古屋市に編入のため
- 西春日井郡枇杷島町 （1921年8月22日）名古屋市に編入のため
- 西春日井郡六郷村 （1921年8月22日）名古屋市に編入のため
- 西春日井郡杉村 （1921年8月22日）名古屋市に編入のため
- 東春日井郡（旧）瀬戸町 （1925年8月25日）東春日井郡瀬戸町新設のため
- 東春日井郡赤津村 （1925年8月25日）東春日井郡瀬戸町新設のため
- 額田郡岡崎村 （1928年9月1日）岡崎市に編入のため
- 額田郡美合村 （1928年9月1日）岡崎市に編入のため
- 額田郡男川村 （1928年9月1日）岡崎市に編入のため

## 1930年 - 1939年
- 宝飯郡下地町 （1932年9月1日）豊橋市に編入のため
- 渥美郡高師村 （1932年9月1日）豊橋市に編入のため
- 渥美郡牟呂吉田村 （1932年9月1日）豊橋市に編入のため
- 八名郡下川村 （1932年9月1日）豊橋市に編入のため
- 幡豆郡（旧）室場村 （1932年9月1日）幡豆郡室場村新設のため
- 幡豆郡平原村 （1932年9月1日）幡豆郡室場村新設のため
- 幡豆郡花明村 （1932年9月1日）幡豆郡室場村新設のため
- 幡豆郡家武村 （1932年9月1日）幡豆郡室場村新設のため
- 西春日井郡川中村 （1933年4月1日）西春日井郡萩野村に編入のため
- 愛知郡下之一色町 （1937年3月1日）名古屋市に編入のため
- 西春日井郡庄内町 （1937年3月1日）名古屋市に編入のため
- 西春日井郡萩野村 （1937年3月1日）名古屋市に編入のため
- 知多郡半田町 （1937年10月1日）半田市新設のため
- 知多郡亀崎町 （1937年10月1日）半田市新設のため
- 知多郡成岩町 （1937年10月1日）半田市新設のため

## 1940年 - 1949年
- 北設楽郡稲橋村 （1940年5月10日）北設楽郡稲武町新設のため
- 北設楽郡武節村 （1940年5月10日）北設楽郡稲武町新設のため
- 葉栗郡葉栗村 （1940年8月1日）一宮市に編入のため
- 丹羽郡西成村 （1940年9月20日）一宮市に編入のため
- 東春日井郡勝川町 （1943年6月1日）春日井市新設のため
- 東春日井郡鷹来村 （1943年6月1日）春日井市新設のため
- 東春日井郡篠木村 （1943年6月1日）春日井市新設のため
- 東春日井郡鳥居松村 （1943年6月1日）春日井市新設のため
- 宝飯郡豊川町 （1943年6月1日）豊川市新設のため
- 宝飯郡牛久保町 （1943年6月1日）豊川市新設のため
- 宝飯郡国府町 （1943年6月1日）豊川市新設のため
- 宝飯郡八幡村 （1943年6月1日）豊川市新設のため
- 碧海郡新川町 （1948年4月5日）碧南市新設のため
- 碧海郡大浜町 （1948年4月5日）碧南市新設のため
- 碧海郡棚尾町 （1948年4月5日）碧南市新設のため
- 碧海郡旭村 （1948年4月5日）碧南市新設のため

## 1950年 - 1959年
- 八名郡金沢村 （1951年4月1日）八名郡双和村新設のため
- 八名郡賀茂村 （1951年4月1日）八名郡双和村新設のため
- 東春日井郡水野村 （1951年5月3日）瀬戸市に編入のため
- 宝飯郡蒲郡町 （1954年4月1日）蒲郡市新設のため
- 宝飯郡三谷町  （1954年4月1日）蒲郡市新設のため
- 宝飯郡塩津村 （1954年4月1日）蒲郡市新設のため
- 丹羽郡犬山町 （1954年4月1日）犬山市新設のため
- 丹羽郡城東村 （1954年4月1日）犬山市新設のため
- 丹羽郡羽黒村 （1954年4月1日）犬山市新設のため
- 丹羽郡楽田村 （1954年4月1日）犬山市新設のため
- 丹羽郡池野村 （1954年4月1日）犬山市新設のため
- 知多郡常滑町 （1954年4月1日）常滑市新設のため
- 知多郡鬼崎町 （1954年4月1日）常滑市新設のため
- 知多郡西浦町 （1954年4月1日）常滑市新設のため
- 知多郡大野町 （1954年4月1日）常滑市新設のため
- 知多郡三和村 （1954年4月1日）常滑市新設のため
- 八名郡大和村 （1954年4月1日）宝飯郡一宮村に編入のため
- 丹羽郡古知野町 （1954年6月1日）江南市新設のため
- 丹羽郡布袋町 （1954年6月1日）江南市新設のため
- 葉栗郡宮田町 （1954年6月1日）江南市新設のため
- 葉栗郡草井村 （1954年6月1日）江南市新設のため
- 東春日井郡志段味村 （1954年6月1日）東春日井郡守山町（即日市制、守山市）に編入のため
- 幡豆郡佐久島村 （1954年8月1日）幡豆郡一色町に編入のため
- 額田郡（旧）幸田町 （1954年8月1日）額田郡幸田町新設のため
- 幡豆郡豊坂村 （1954年8月1日）額田郡幸田町新設のため
- 幡豆郡平坂町 （1954年8月10日）西尾市に編入のため
- 幡豆郡寺津町 （1954年8月10日）西尾市に編入のため
- 幡豆郡福地村 （1954年8月10日）西尾市に編入のため
- 幡豆郡室場村 （1954年8月10日）西尾市に編入のため
- 知多郡（旧）武豊町 （1954年10月5日）知多郡武豊町新設のため
- 知多郡富貴村 （1954年10月5日）知多郡武豊町新設のため
- 額田郡福岡町 （1955年1月1日）岡崎市に編入のため
- 額田郡竜谷村 （1955年1月1日）岡崎市に編入のため
- 額田郡藤川村 （1955年1月1日）岡崎市に編入のため
- 額田郡山中村 （1955年1月1日）岡崎市に編入のため
- 額田郡本宿村 （1955年1月1日）岡崎市に編入のため
- 額田郡河合村 （1955年1月1日）岡崎市に編入のため
- 額田郡常磐村 （1955年1月1日）岡崎市に編入のため
- 額田郡岩津町 （1955年1月1日）岡崎市に編入のため
- 丹羽郡丹陽村 （1955年1月1日）一宮市に編入のため
- 葉栗郡浅井町 （1955年1月1日）一宮市に編入のため
- 海部郡神守村 （1955年1月1日）津島市に編入のため
- 幡豆郡三和村 （1955年1月1日）西尾市に編入のため
- 東春日井郡小牧町 （1955年1月1日）小牧市新設のため
- 東春日井郡味岡村 （1955年1月1日）小牧市新設のため
- 東春日井郡篠岡村 （1955年1月1日）小牧市新設のため
- 中島郡起町 （1955年1月1日）尾西市新設のため
- 中島郡朝日村 （1955年1月1日）尾西市新設のため
- 渥美郡（旧）田原町 （1955年1月1日）渥美郡田原町新設のため
- 渥美郡神戸村 （1955年1月1日）渥美郡田原町新設のため
- 渥美郡野田村 （1955年1月1日）渥美郡田原町新設のため
- 愛知郡幡山村 （1955年2月11日）瀬戸市に編入のため
- 宝飯郡前芝村 （1955年3月1日）豊橋市に編入のため
- 渥美郡二川町 （1955年3月1日）豊橋市に編入のため
- 渥美郡高豊村 （1955年3月1日）豊橋市に編入のため
- 渥美郡老津村 （1955年3月1日）豊橋市に編入のため
- 八名郡石巻村 （1955年3月1日）豊橋市に編入のため
- 西加茂郡（旧）猿投町 （1955年3月1日）西加茂郡猿投町新設のため
- 西加茂郡保見村 （1955年3月1日）西加茂郡猿投町新設のため
- 西加茂郡石野村 （1955年3月1日）西加茂郡猿投町新設のため
- 幡豆郡横須賀村 （1955年3月10日）幡豆郡吉良町新設のため
- 幡豆郡吉田町 （1955年3月10日）幡豆郡吉良町新設のため
- 碧海郡矢作町 （1955年4月1日）岡崎市に編入のため
- 葉栗郡北方村 （1955年4月1日）一宮市に編入のため
- 中島郡大和町 （1955年4月1日）一宮市に編入のため
- 中島郡奥町 （1955年4月1日）一宮市に編入のため
- 中島郡萩原町 （1955年4月1日）一宮市に編入のため
- 中島郡今伊勢町 （1955年4月1日）一宮市・尾西市に分割編入のため
- 碧海郡富士松村 （1955年4月1日）刈谷市に編入のため
- 碧海郡明治村 （1955年4月1日）安城市・西尾市・碧南市に分割編入のため
- 碧海郡依佐美村 （1955年4月1日）刈谷市・安城市に分割編入のため
- 知多郡河和町 （1955年4月1日）知多郡美浜町新設のため
- 知多郡野間町 （1955年4月1日）知多郡美浜町新設のため
- 北設楽郡御殿村 （1955年4月1日）北設楽郡東栄町新設のため
- 北設楽郡本郷町 （1955年4月1日）北設楽郡東栄町新設のため
- 北設楽郡下川村 （1955年4月1日）北設楽郡東栄町新設のため
- 北設楽郡園村 （1955年4月1日）北設楽郡東栄町新設のため
- 宝飯郡赤坂町 （1955年4月1日）宝飯郡音羽町新設のため
- 宝飯郡長沢村 （1955年4月1日）宝飯郡音羽町新設のため
- 宝飯郡萩村 （1955年4月1日）宝飯郡音羽町新設のため
- 東加茂郡（旧）足助町 （1955年4月1日）東加茂郡足助町新設のため
- 東加茂郡盛岡村 （1955年4月1日）東加茂郡足助町新設のため
- 東加茂郡賀茂村 （1955年4月1日）東加茂郡足助町新設のため
- 東加茂郡阿摺村 （1955年4月1日）東加茂郡足助町新設のため
- 海部郡佐屋村 （1955年4月1日）海部郡佐屋町新設のため
- 海部郡市江村 （1955年4月1日）海部郡佐屋町・海部郡弥富町新設のため
- 海部郡（旧）弥富町 （1955年4月1日）海部郡弥富町新設のため
- 海部郡鍋田村 （1955年4月1日）海部郡弥富町新設のため
- 知多郡八幡町 （1955年4月1日）知多郡知多町新設のため
- 知多郡岡田町 （1955年4月1日）知多郡知多町新設のため
- 知多郡旭町 （1955年4月1日）知多郡知多町新設のため
- 八名郡双和村 （1955年4月1日）豊橋市・宝飯郡一宮村に分割編入のため
- 渥美郡杉山村 （1955年4月1日）豊橋市・渥美郡田原町に分割編入のため
- 愛知郡天白村 （1955年4月5日）名古屋市に編入のため
- 愛知郡猪高村 （1955年4月5日）名古屋市に編入のため
- 丹羽郡千秋村 （1955年4月7日）一宮市に編入のため
- 八名郡三上村 （1955年4月12日）豊川市に編入のため
- 渥美郡福江町 （1955年4月15日）渥美郡渥美町新設のため
- 渥美郡伊良湖岬村 （1955年4月15日）渥美郡渥美町新設のため
- 渥美郡泉村 （1955年4月15日）渥美郡渥美町新設のため
- 中島郡（旧）稲沢町 （1955年4月15日）中島郡稲沢町新設のため
- 中島郡明治村 （1955年4月15日）中島郡稲沢町新設のため
- 中島郡千代田村 （1955年4月15日）中島郡稲沢町新設のため
- 中島郡大里村 （1955年4月15日）中島郡稲沢町新設のため
- 南設楽郡（旧）新城町 （1955年4月15日）南設楽郡新城町新設のため
- 南設楽郡千郷村 （1955年4月15日）南設楽郡新城町新設のため
- 南設楽郡東郷村 （1955年4月15日）南設楽郡新城町新設のため
- 八名郡舟着村 （1955年4月15日）南設楽郡新城町新設のため
- 八名郡八名村 （1955年4月15日）南設楽郡新城町新設のため
- 海部郡南陽町 （1955年10月1日）名古屋市に編入のため
- 海部郡富田町 （1955年10月1日）名古屋市に編入のため
- 西春日井郡山田村 （1955年10月1日）名古屋市に編入のため
- 西春日井郡楠村 （1955年10月1日）名古屋市に編入のため
- 宝飯郡大塚村 （1955年10月1日）蒲郡市・宝飯郡御津町に分割編入のため
- 海部郡永和村 （1956年4月1日）津島市・海部郡蟹江町・海部郡十四山村・海部郡佐屋町に分割編入のため
- 南設楽郡長篠村 （1956年4月1日）南設楽郡鳳来町新設のため
- 南設楽郡鳳来寺村 （1956年4月1日）南設楽郡鳳来町新設のため
- 八名郡大野町 （1956年4月1日）南設楽郡鳳来町新設のため
- 八名郡七郷町 （1956年4月1日）南設楽郡鳳来町新設のため
- 北設楽郡三輪村 （1956年7月1日）北設楽郡東栄町・南設楽郡鳳来町に分割編入のため
- 北設楽郡田口町 （1956年9月30日）北設楽郡設楽町新設のため
- 北設楽郡段嶺村 （1956年9月30日）北設楽郡設楽町新設のため
- 北設楽郡名倉村 （1956年9月30日）北設楽郡設楽町新設のため
- 北設楽郡振草村 （1956年9月30日）分割し、北設楽郡設楽町新設・北設楽郡東栄町に編入のため
- 西加茂郡高橋村 （1956年9月30日）挙母市に編入のため
- 北設楽郡上津具村 （1956年9月30日）北設楽郡津具村新設のため
- 北設楽郡下津具村 （1956年9月30日）北設楽郡津具村新設のため
- 南設楽郡海老町 （1956年9月30日）南設楽郡鳳来町に編入のため
- 八名郡山吉田村 （1956年9月30日）南設楽郡鳳来町に編入のため
- 額田郡豊富村 （1956年9月30日）額田郡額田町新設のため
- 額田郡宮崎村 （1956年9月30日）額田郡額田町新設のため
- 額田郡形埜村 （1956年9月30日）額田郡額田町新設のため
- 額田郡下山村 （1956年9月30日）分割し、額田郡額田町新設・東加茂郡下山村に編入のため
- 中島郡長岡村 （1956年9月30日）中島郡祖父江町新設のため
- 知多郡小鈴谷町 （1957年3月31日）常滑市・知多郡美浜町に分割編入のため
- 東春日井郡坂下町 （1958年1月1日）春日井市に編入のため
- 東春日井郡高蔵寺町 （1958年1月1日）春日井市に編入のため
- 東春日井郡品野町 （1959年4月1日）瀬戸市に編入のため
- 宝飯郡御油町 （1959年4月1日）豊川市に編入のため

## 1960年 - 1969年
- 知多郡内海町 （1961年6月1日）知多郡南知多町新設のため
- 知多郡豊浜町 （1961年6月1日）知多郡南知多町新設のため
- 知多郡師崎町 （1961年6月1日）知多郡南知多町新設のため
- 知多郡篠島村 （1961年6月1日）知多郡南知多町新設のため
- 知多郡日間賀島村 （1961年6月1日）知多郡南知多町新設のため
- 宝飯郡形原町 （1962年4月1日）蒲郡市に編入のため
- 碧海郡六ツ美町 （1962年10月15日）岡崎市に編入のため
- 守山市 （1963年2月15日）名古屋市に編入のため
- 愛知郡鳴海町 （1963年4月1日）名古屋市に編入のため
- 宝飯郡西浦町 （1963年4月1日）蒲郡市に編入のため
- 西春日井郡北里村 （1963年9月1日）小牧市・西春日井郡師勝町に分割編入のため
- 碧海郡上郷町 （1964年3月1日）豊田市に編入のため
- 知多郡有松町 （1964年12月1日）名古屋市に編入のため
- 知多郡大高町 （1964年12月1日）名古屋市に編入のため
- 碧海郡高岡町 （1965年9月1日）豊田市に編入のため
- 西加茂郡猿投町 （1967年4月1日）豊田市に編入のため
- 碧海郡桜井町 （1967年4月1日）安城市に編入のため
- 知多郡上野町 （1969年4月1日）東海市新設のため
- 知多郡横須賀町 （1969年4月1日）東海市新設のため

## 1970年 - 1979年
- 東加茂郡松平町 （1970年4月1日）豊田市に編入のため

## 1980年 - 1999年
この20年間に県内に廃止市町村なし

## 2000年 - 2009年
- 渥美郡赤羽根町 （2003年8月20日）渥美郡田原町（即日市制、田原市）に編入のため
- 尾西市 （2005年4月1日）一宮市に編入のため
- 葉栗郡木曽川町 （2005年4月1日）一宮市に編入のため
- 西加茂郡藤岡町 （2005年4月1日）豊田市に編入のため
- 西加茂郡小原村 （2005年4月1日）豊田市に編入のため
- 東加茂郡足助町 （2005年4月1日）豊田市に編入のため
- 東加茂郡下山村 （2005年4月1日）豊田市に編入のため
- 東加茂郡旭町 （2005年4月1日）豊田市に編入のため
- 東加茂郡稲武町 （2005年4月1日）豊田市に編入のため
- 中島郡祖父江町 （2005年4月1日）稲沢市に編入のため
- 中島郡平和町 （2005年4月1日）稲沢市に編入のため
- 海部郡佐屋町 （2005年4月1日）愛西市新設のため
- 海部郡立田村 （2005年4月1日）愛西市新設のため
- 海部郡八開村 （2005年4月1日）愛西市新設のため
- 海部郡佐織町 （2005年4月1日）愛西市新設のため
- 西春日井郡西枇杷島町 （2005年7月7日）清須市新設のため
- 西春日井郡清洲町 （2005年7月7日）清須市新設のため
- 西春日井郡新川町 （2005年7月7日）清須市新設のため
- 旧・新城市 （2005年10月1日）新城市新設のため
- 南設楽郡鳳来町 （2005年10月1日）新城市新設のため
- 南設楽郡作手村 （2005年10月1日）新城市新設のため
- 渥美郡渥美町 （2005年10月1日）田原市に編入のため
- 北設楽郡（旧）設楽町 （2005年10月1日）北設楽郡設楽町新設のため
- 北設楽郡津具村 （2005年10月1日）北設楽郡設楽町新設のため
- 北設楽郡富山村 （2005年11月27日）北設楽郡豊根村に編入のため
- 額田郡額田町 （2006年1月1日）岡崎市に編入のため
- 宝飯郡一宮町 （2006年2月1日）豊川市に編入のため
- 西春日井郡師勝町 （2006年3月20日）北名古屋市新設のため
- 西春日井郡西春町 （2006年3月20日）北名古屋市新設のため
- 海部郡十四山村 （2006年4月1日）弥富町（即日市制、弥富市）に編入のため
- 宝飯郡音羽町 （2008年1月15日）豊川市に編入のため
- 宝飯郡御津町 （2008年1月15日）豊川市に編入のため
- 西春日井郡春日町 （2009年10月1日）清須市に編入のため

## 2010年 -
- 宝飯郡小坂井町 （2010年2月1日）豊川市に編入のため
- 海部郡七宝町 （2010年3月22日）あま市新設のため
- 海部郡美和町 （2010年3月22日）あま市新設のため
- 海部郡甚目寺町 （2010年3月22日）あま市新設のため
- 幡豆郡一色町 （2011年4月1日）西尾市に編入のため
- 幡豆郡吉良町 （2011年4月1日）西尾市に編入のため
- 幡豆郡幡豆町 （2011年4月1日）西尾市に編入のため